# Zenon Kosicki
Zenon Kazimierz Kosicki (ur. 25 stycznia 1936 w Dębem (powiat czarnkowski), zm. 10 grudnia 2006) – polski chemik, technolog żywności, specjalista z zakresu chemii i technologii przetwórstwa skrobi, konstruktor i racjonalizator, założyciel firmy „Celiko”, działacz SITSpoż (Stowarzyszenia Inżynierów i Techników Przemysłu Spożywczego).
Urodził się w wielodzietnej rodzinie (sześciu braci, pięć sióstr). Jego rodzice, Walerian i Anna z domu Magdziarz, prowadzili gospodarstwo rolne. W 1961 roku ożenił się z Haliną Włodarczak. Miał czterech synów: 1962 – Przemysław, 1964 – Mirosław, 1970 – Sławomir, 1974 – Krzysztof.

## Edukacja oraz praca
- 1945–1950 Szkoła Podstawowa w Dębem
- 1950–1953 Zasadnicza Szkoła Metalowa w Czarnkowie
- 1953–1955 Stocznia Szczecińska im. Adolfa Warskiego (ślusarz)
- 1955–1957 Studium Przygotowawcze przy Wyższej Szkole Rolniczej we Wrocławiu
- 1957–1962 Studia chemiczne w Katedrze Chemii Nieorganicznej UAM w Poznaniu,
- 1962 dyplom magisterski
- 1972 uzyskanie stopnia doktora nauk technicznych

W 1962 roku rozpoczął pracę w Zakładach Przemysłu Ziemniaczanego we Wronkach, początkowo jako stażysta, a następnie na stanowiskach:
- kierownika Laboratorium Zakładowego (1963–1965),
- kierownika Oddziału Produkcji Doświadczalnej (1965–1970),
- kierownika Laboratorium Badawczego (1970–1972).

Równocześnie w tym okresie prowadził zajęcia z chemii i matematyki w średniej szkole wieczorowej oraz uczestniczył w składach komisji maturalnych. W roku 1972 został przeniesiony do pracy w Zjednoczeniu Przemysłu Ziemniaczanego w Poznaniu na stanowisko naczelnika Wydziału Rozwoju Techniki i Normalizacji. W tym samym roku uzyskał stopień naukowy doktora nauk technicznych na Wydziale Chemii Spożywczej Politechniki Łódzkiej za przedstawienie pracy pt. ”Wpływ fizykochemicznej modyfikacji skrobi na własności jej koloidowych roztworów stosowanych w wiertnictwie geologicznym”. W 1973 roku przeszedł do pracy w Centralnym Laboratorium Przemysłu Ziemniaczanego w Poznaniu na stanowisko głównego inżyniera, później kierownika Pracowni Technologii Skrobi i Hydrolizatów (1975–1982).
W 1982 roku założył w Poznaniu firmę Celiko, która jako pierwsze przedsiębiorstwo w Polsce wprowadziła pełny asortyment produkcji suchych mieszanek do ciast dla osób na dietach: bezglutenowej, bezfenyloanalinowej i częściowo bezmlecznej.

## Dorobek
U progu kariery zawodowej zajmował się głównie chemiczną modyfikacją skrobi do celów technicznych. W tym czasie opracował kilka technologii produkcji preparatów skrobiowych dla przemysłu włókienniczego, papierniczego i wierceń geologicznych. Drugim kierunkiem zainteresowań zawodowych były preparaty skrobiowe do celów spożywczych. Prowadził prace w zakresie opracowania oryginalnej i energooszczędnej technologii produkcji kazeinianu sodu, stanowiącego ważny produkt w bilansie wyrobów mięsnych w latach 60. i 70. XX w. oraz brał udział w opracowaniu technologii i uruchomieniu produkcji spożywczego zagęstnika skrobiowego – fosforanu dwuskrobiowego (Niechlów 1980–81). Trzecim kierunkiem jego zainteresowań w przemyśle ziemniaczanym były hydrolizaty skrobiowe. W ramach tego działu przetwórstwa skrobi zajmował się wpływem parametrów technologicznych na przebieg kwasowej i enzymatycznej hydrolizy skrobi oraz zagadnieniami inżynierii procesowej i doborem materiałów. Brał udział w tworzeniu interdyscyplinarnego zespołu badawczo-wdrożeniowego, a następnie podjął badania, w wyniku których wdrożono do przemysłowej eksploatacji pierwszy w Polsce tzw. ciągły konwertor (Wronki 1978), czyli zautomatyzowaną stację kwasowej hydrolizy skrobi metodą ciągłą. Prace tego zespołu doprowadziły do zmodernizowania pozostałych działów technologicznych (filtracja, rafinacja, zagęszczanie, magazynowanie), a w konsekwencji do opracowania nowej technologii produkcji syropów skrobiowych metodą ciągłą.
Był autorem i współautorem wielu projektów racjonalizatorskich oraz 12 wynalazków, w zdecydowanej większości zastosowanych w praktyce produkcyjnej. Oprócz patentów jest autorem lub współautorem ponad 60 publikacji.

### Osiągnięcia z dziedziny hydrolizatów skrobiowych
- opracowanie technologii i uruchomienie produkcji glukozy krystalicznej metodą enzym-enzym (Łomża 1976),
- opracowanie technologii i uruchomienie pierwszego w Polsce oddziału doświadczalno-produkcyjnego maltodekstryn (Łobez 1982).
- opracowanie technologii i uruchomienie zautomatyzowanej stacji kwasowej hydrolizy skrobi metodą ciągłą, tzw. ciągły konwertor (1978)
- opracowanie nowej, modelowej technologii produkcji syropów skrobiowych metodą ciągłą (1979–1985)
- opracowanie technologii i uruchomienie produkcji estrów fosforanowych skrobi (1980)
- opracowanie technologii i uruchomienie produkcji fosforanu skrobiowego (zagęstnik skrobiowy rozpuszczalny w zimnej wodzie) (1981).

### Lista patentów
1. PL 48 353 Sposób otrzymywania krochmali utlenionych
2. PL 64 793 Sposób wytwarzania skrobi zmodyfikowanej do płuczek wiertniczych
3. PL 65 852 Sposób wytwarzania szybkowiążącego kleju skrobiowego w postaci suchej
4. PL 71 887 Sposób otrzymywania rozpuszczalnej w wodzie kazeiny
5. PL 72 288 Klej kazeinowy w postaci proszku
6. PL 102 187 Sposób otrzymywania utlenionej skrobi o niskim stopniu utlenienia i stabilnej lepkości
7. PL 123 755 Sposób otrzymywania glukozy zestalonej
8. PL 124 238 Sposób krystalizacji zestalonej glukozy
9. PL 124 343 Sposób otrzymywania fosforanowego zagęstnika skrobiowego do celów spożywczych
10. PL 126 088 Sposób ciągłej hydrolizy skrobi w zawiesinie wodnej
11. PL 128 883 Sposób otrzymywania produktów hydrolizy skrobi
12. PL 134 644 Sposób otrzymywania karmelu
13. PL 134 895 Urządzenie do fluidyzacji trudno sypliwych substancji, zwłaszcza krochmalu
14. PL 136 644 Sposób ciągłego parowania surowców skrobiowych i urządzenie do ciągłego parowania surowców skrobiowych
15. PL 143 904 Sposób wytwarzania past skrobiowych metodą ciągłą
16. PL 150 588 Urządzenie do obróbki produktów skrobiowych sposobem ciągłym
17. PL 175 617 Opakowania wielokomorowe

### Aktywność społeczna
- Rady Naukowej Centralnego Laboratorium Koncentratów Spożywczych i Centralnego Laboratorium Przemysłu Ziemniaczanego
- Sekcji Węglowodanowej Komitetu Technologii Żywności PAN
- Rady Polskiej Izby Dodatków do Żywności
- Stowarzyszenie Inżynierów i Techników Przemysłu Spożywczego
- Przewodniczący koła zakładowego SITSpoż przy Centralnym Laboratorium Przemysłu Ziemniaczanego i Centrali Zjednoczenia Przemysłu Ziemniaczanego w Poznaniu

### Nagrody
- 1978: zespołowa (kierownik zespołu) nagroda Ministra Przemysłu Spożywczego i Skupu za opracowanie i wdrożenie stacji ciągłej konwersji skrobi za pomocą kwasu solnego
- 1980: Ministra Przemysłu Spożywczego i Skupu za pracę przedstawioną na XI sesji naukowej Komitetu Chemii i Technologii Żywności PAN w Szczecinie w 1980 r. pt. "Sposób odzysku ciepła w procesie hydrolizy skrobi z zastosowaniem wody jako nośnika energii cieplnej"
- 1981: 
  - zespołowa nagroda Ministra Rolnictwa i Gospodarki Żywnościowej za budowę stacji prażenia fluidalnego i badania procesu estryfikacji skrobi, zachodzącego w fazie fluidalnej
  - nagroda II stopnia Oddziału Wojewódzkiego NOT w Poznaniu za opracowanie dokumentacji konstrukcyjnej urządzenia oraz opracowanie technologii estryfikacji skrobi w fazie fluidalnej,
- 1984: nagroda I stopnia Oddziału Wojewódzkiego NOT w Lesznie za prototypowy oddział produkcji fosforanowych zagęstników skrobiowych,
- 1988: nagroda II stopnia Oddziału Wojewódzkiego NOT w Poznaniu za opracowanie i wdrożenie do eksploatacji przemysłowej nowej technologii produkcji syropów skrobiowych metodą ciągłą.
- 1980 i 2006: Odznaka Honorowa SITSpoż